# Led (rijeka)
Led (rus. Ледь) je rijeka u Plesetskom i Šenkurskom rajonu Arhangelske oblasti u Rusiji. To je lijevi pritok Vage. Duga je 184 km, s površinom porječja od 2690 km2. Njegova glavna pritoka je Tarnja (desna).

## Porječje i tok rijeke
Izvor rijeke Led je jezero Ledmozero, na jugu Plesetskog rajona. Rijeka teče prema sjeverozapadu kroz močvare i ulazi u Šenkurski rajon. Dolina rijeke Led naseljena je nizvodno od sela Paskandskaja, gdje također skreće prema jugoistoku. Na kraju ponovno skreće prema sjeverozapadu i ulijeva se u Vagu blizu sela Žuravljovskaja.
Rijeka Led, kao što je karakteristično za rijeke ruskog sjevera, teče kroz crnogorične šume (tajgu), a sela u dolini su grupirana u proplancima šume blizu jedno drugome. Ove skupine mogu biti odvojene relativno velikim dijelovima riječnog toka. Nizvodno od sela Zeleninskaja u Šenkurskom okrugu, gdje Led ulazi u dolinu Vage, dolina je otvorena i gotovo neprekidno prekrivena selima.

## Gospodarstvo
Led se koristio za splavarenje drva.

## Vanjske poveznice
|  | Zajednički poslužitelj ima još gradiva o temi Led (rijeka) |